# تپه چاتوق قیه
تپه چاتوق قیه مربوط به دوران‌های تاریخی پس از اسلام است و در شهرستان تاکستان، روستای گنبدک واقع شده و این اثر در تاریخ ۲۵ اسفند ۱۳۷۹ با شمارهٔ ثبت ۳۱۵۳ به‌عنوان یکی از آثار ملی ایران به ثبت رسیده است.